# Hola Hola
Hola Hola – debiutancki minialbum południowokoreańskiej grupy KARD, wydany 19 lipca 2017 roku przez wytwórnię DSP Media. Sprzedał się w nakładzie 18 343 egzemplarzy w Korei Południowej (stan na listopad 2017 r.).
Minialbum zawierał główny singel „Hola Hola”, a także wcześniej wydane single projektowe: „Oh NaNa”, „Don’t Recall” i „Rumor”.

## Lista utworów
| Nr  | Tytuł                                                               | Słowa                                              | Kompozycja                                         | Aranżacja      | Czas |
| --- | ------------------------------------------------------------------- | -------------------------------------------------- | -------------------------------------------------- | -------------- | ---- |
| 1.  | "Oh NaNa" (feat. Heo Young-ji)                                      | Nassun, BM, J.Seph                                 | Nassun, Dalgwi, Big Tone, EJ Show                  | Dalgwi         | 3:26 |
| 2.  | "Don't Recall"                                                      | Nassun, Big Tone, J.Seph                           | Nassun, EJ Show, Big Tone                          | EJ Show        | 3:28 |
| 3.  | "Rumor"                                                             | Nassun, BM                                         | Nassun, EJ Show, Big Tone                          | EJ Show        | 3:37 |
| 4.  | "Hola Hola"                                                         | Nassun, BM J.Seph, Big Tone                        | Nassun, Dalgwi, Big Tone                           | Dalgwi         | 3:22 |
| 5.  | "I Can't Stop" (kor. 나는 멈추지 않는다 Naneun meomchuji anhneunda) | Cho Jin-ho                                         | Cho Jin-ho                                         | Dalgwi, Nassun | 3:49 |
| 6.  | "Living Good" (Special thanks to.)                                  | BM, J.Seph, Jeon So-min, Jeon Ji-woo, LEEZ, Nassun | BM, J.Seph, Jeon So-min, Jeon Ji-woo, LEEZ, Nassun | BM, LEEZ       | 3:35 |
| 7.  | "Oh NaNa" (Inst.) (CD Only)                                         |                                                    | Nassun                                             | Dalgwi         | 3:26 |
| 8.  | "Don't Recall" (Inst.) (CD Only)                                    |                                                    | Nassun, EJ Show, Big Tone                          | EJ Show        | 3:28 |
| 9.  | "Rumor" (Inst.) (CD Only)                                           |                                                    | Nassun, EJ Show, Big Tone                          | EJ Show        | 3:37 |
| 10. | "Living Good" (Inst.) (CD Only)                                     |                                                    | BM, J.Seph, Jeon So-min, Jeon Ji-woo, LEEZ, Nassun | BM, LEEZ       | 3:35 |

## Notowania
| Lista                        | Pozycja |
| ---------------------------- | ------- |
| Gaon Weekly Album Chart      | 2       |
| Billboard World Albums Chart | 3       |
| Billboard Heatseekers Albums | 25      |
| Five Music (Tajwan)          | 7       |